# ملعب غريميو
ملعب غريميو هو ملعب متعدد الأغراض في بورتو أليغري، ريو غراندي دو سول. تم افتتاحه في 8 ديسمبر 2012.
يتم استخدامه في الغالب لمباريات كرة القدم وكملعب محلي لنادي غريميو، ليحل محل الاستاد الأولمبي التذكاري. بسعة 60,540 متفرجا (55,662 القدرة الرسمية الحالية)، يعتبر الملعب من أحدث الاستادات في أمريكا الجنوبية.

## وصلات خارجية
- الموقع الرسمي